# Pharodes ninnii
Pharodes ninnii is een eenoogkreeftjessoort uit de familie van de Chondracanthidae. De wetenschappelijke naam van de soort is voor het eerst geldig gepubliceerd in 1882 door Richiardi.